# Les Enfants du Jacaranda
Les Enfants du Jacaranda ou Les Jacarandas de Téhéran (Children of the Jacaranda Tree) est un roman de Sahar Delijani, écrivain irano-américaine, publié en 2013 et traduit en français en 2014. L'auteure s'est inspirée de son histoire familiale, comme elle le dit dans un entretien.